# ホーハイ節
ホーハイ節（ホーハイぶし）は青森県津軽地方、特にはつがる市森田町に伝わる日本の民謡・盆踊り唄。「津軽ホーハイ節」とも。

## 解説
囃子言葉の「ホーハイ ホーハイ ホーハイ」を発声するとき「ホー」の箇所で裏声が用いられ、ヨーデルやアイヌ民族に伝わる歌唱法と似る。この裏声を用いる歌唱は他の津軽民謡の中で共通するものを持たず、日本国内においても秋田県鹿角市十和田に伝わる「ホーハイ胴付き唄」や山形県羽黒近郷の「さもんじゃ」でわずかに見られるだけで、民謡としてはきわめて特殊な発声法である。
起源については複数の説があるがどれも定かではない。津軽為信が領地を視察した際、農民たちにねぎらいの声をかけたが、これに喜んだ農民たちが踊り歌ったとする「穂拝節」であるという説、豊作を願う「穂生節」であるという説や、為信が油川城を攻めた際、兵を鼓舞する為に唄った「奉拝節」であるとする節などがあるが、どれも民間伝承の類であり根拠に乏しい。森田町やこの地の民謡団体「ホーハイ節保存会」などでは「奉拝節」説を採っている。
元々はつがる市森田町に伝わる盆踊り唄・田草取唄であり、あまり知られている唄ではなかったが、森田村出身の民謡歌手成田雲竹による津軽民謡の普及活動やそのレコード（1941年（昭和16年））などによって、よく知られるようになった。
ホーハイ節は演歌・民謡歌手に唄われるだけではなく、矢野顕子のファーストアルバム『JAPANESE GIRL』（1976年）ではホーハイ節をベースにした曲「津軽ツアー」が歌われたり、木村雅信によるアレンジで「津軽ホーハイ節によるカノン Op.205」（1988年）などが作られた。2017年には民謡クルセイダーズのデビューアルバム『ECHOES OF JAPAN』にも採録されアフロビート風に編曲されるなど、有名民謡の一つとなっている。

## 歌詞
2021年現在、歌詞は統一されておらず上掲の歌詞は一例である。詞からみると五三五三の詞形が繰り返されているが、七七調が変形した八八調であるとみられる。